# Meloe auriculatus
Meloe auriculatus es una especie de coleóptero de la familia Meloidae.

## Distribución geográfica
Habita en China.